# 十和田湖町
十和田湖町（とわだこまち）は、青森県にあった町である。
本項では、合併直前の2004年時点での状況を記述する。

## 概要
旧十和田市と青森市を挟むように位置していた。
町内は法量・奥瀬・沢田の3地区に分かれており、広範囲を奥瀬地区が占める。十和田八幡平国立公園内の奥入瀬渓流や十和田湖が町内に位置していた。

## 地理
町の北西部は八甲田山の山麓である。青森市との境には、乗鞍岳などの南八甲田連峰がそびえ、青森市側の田代平から続く牧場が広がっており、谷地・猿倉・蔦・焼山といった温泉が点在する。南西部も山地であり、カルデラ湖である十和田湖、その外輪山である御鼻部山や十和田山などがある。
十和田湖の水が唯一流れ出る奥入瀬川は、十和田湖東岸の子ノ口（ねのくち）から北東に流れる。約20km北に位置する八甲田山麓などからの水も奥入瀬川に流れ込む。
奥入瀬川において、子ノ口から焼山までの約14kmを奥入瀬渓流と呼ぶ。
- 山：乗鞍岳・赤倉岳・猿倉岳などの南八甲田。御鼻部山・十和田山などの十和田湖の外輪山。
- 河川：奥入瀬川
- 湖沼：十和田湖

## 歴史
町村制施行以前の歴史は上北郡#歴史を参照。
- 1889年（明治22年）4月1日 - 町村制の施行により、法量村、奥瀬村、沢田村が合併、法奥沢村（ほうおくさわむら）となる。
- 1931年（昭和6年）9月7日 - 法奥沢村から改称し、十和田村（とわだむら）となる。
- 1955年（昭和30年）4月1日 - 町制施行、十和田町となる。
- 1975年（昭和50年）4月1日 - 十和田町から改称し、十和田湖町となる。
- 2005年（平成17年）1月1日 - （旧）十和田市と合併（新設合併）、（新）十和田市を新設し、消滅。

## 地域

### 警察
管轄：十和田警察署
- 奥瀬駐在所
- 焼山駐在所
- 十和田湖駐在所

### 消防
管轄：十和田地域広域事務組合消防本部
- 十和田湖消防署
  - 湖畔出張所

### 公共施設
- 沢田悠学館（十和田湖町農村交流施設）
- 十和田湖総合運動公園
- 十和田湖公民館

### 郵便
- 奥瀬郵便局〔集配局〕 (84084)
- 焼山郵便局 (84194)
- 陸奥沢田郵便局 (84206)

### 金融機関
- 十和田信用金庫十和田湖町支店
- 八甲田農業協同組合十和田湖支店

### 教育

#### 高等学校
- 青森県立十和田西高等学校 (三本木農業高等学校と合併により廃校)

#### 中学校
- 十和田湖町立第一中学校
- 十和田湖町立十和田湖中学校

※以下は廃校。（廃止当時の名称で記述）
- 十和田湖町立八渓山中学校：1977年（昭和52年）法奥中へ統合
- 十和田湖町立法奥中学校：1981年（昭和56年）沢田中と統合、第一中学校を新設
- 十和田湖町立沢田中学校：1981年（昭和56年）法奥中と統合、第一中学校を新設
- 十和田湖町立十和田湖中学校〈旧〉：1982年（昭和57年）東湖中と統合、十和田湖中〈新〉を新設
- 十和田湖町立東湖中学校：1982年（昭和57年）十和田湖中〈旧〉と統合、十和田湖中〈新〉を新設

#### 小学校
- 十和田湖町立沢田小学校
- 十和田湖町立法奥小学校
- 十和田湖町立十和田湖小学校
- 十和田湖町立奥入瀬小学校（合併後の2011年、法奥小へ統合）

※以下は廃校。（廃止当時の名称で記述）
- 十和田村立八渓山小学校黄瀬分校：1952年（昭和27年）閉校
- 十和田町立八渓山小学校雲井分校：1954年（昭和29年）閉校
- 十和田湖町立奥入瀬小学校大森分校：1972年（昭和47年）閉校
- 十和田湖町立法奥小学校三ッ沢分校：1974年（昭和49年）閉校
- 十和田湖町立奥入瀬小学校〈旧〉：1978年（昭和53年）八渓山小と統合、奥入瀬小〈新〉を新設
- 十和田湖町立八渓山小学校：1978年（昭和53年）奥入瀬小〈旧〉と統合、奥入瀬小〈新〉を新設
- 十和田湖町立十和田湖小学校〈旧〉：1982年（昭和57年）東湖小と統合、十和田湖小〈新〉を新設
- 十和田湖町立東湖小学校：1982年（昭和57年）十和田湖小〈旧〉と統合、十和田湖小〈新〉を新設

## 交通

### 道路
国道
- 国道102号

県道
- 青森県道40号青森田代十和田線
- 青森県道118号七戸十和田湖線
- 青森県道166号中ノ渡十和田線
- 青森県道256号青森十和田湖自転車道線

### バス
- JRバス東北
  - 十和田北線（十和田湖 - 子ノ口 - 焼山 - 青森）
  - 十和田東線（十和田湖 - 子ノ口 - 焼山 - 八戸）
- 十鉄バス
  - 十和田湖観光線（十和田湖 - 子ノ口 - 焼山 - 十和田市）
- 秋北バス
  - 急行 十和田湖 - 八幡平頂上線（十和田湖 - 大湯温泉 - 十和田南駅 - 花輪駅前 - 八幡平山頂）
- 岩手県北バス
  - とわだこ号（十和田湖 - 大湯温泉 - 盛岡駅）

## 名所・旧跡
- 奥入瀬渓流
- 松見の滝
- 法量のイチョウ
- 奥入瀬渓流温泉スキー場（旧十和田湖温泉スキー場）[1]
- 焼山温泉郷
- 乙女の像
- 十和田神社
- 道の駅奥入瀬

## 著名な出身者
- 漆坂ミサオ - ミュージシャン（元MONKEY MAJIK）
- 大瀬しのぶ - 芸人、ローカルタレント